# Cubatão
Cubatão é um município do estado de São Paulo, na Região Metropolitana da Baixada Santista, microrregião de Santos. O município ocupa 142,879 km² de área e sua população, conforme estimativas do IBGE de 2023, era de 133 821 habitantes.
Faz divisa com os municípios de Santo André, ao norte, Santos, ao leste, a Baía de Santos, ao sul, São Vicente, a sudoeste e São Bernardo do Campo, a noroeste e é o único município da Baixada Santista que não é litorâneo.
Com um grande parque industrial, Cubatão enfrentou no passado a ameaça constante da poluição. Na década de 1980, foi considerada pela ONU como a cidade mais poluída do mundo. Contudo, com a união de indústrias, comunidade e governo, a cidade conseguiu controlar 98% do nível de poluentes no ar. Por isso, em 1992 recebeu da ONU o título de "Cidade-símbolo da Recuperação Ambiental".

## Etimologia
A etimologia do nome Cubatão tem sido muito discutida. Uma das etimologias adotadas tem sido do árabe-africano ou afro-árabe Cubata, "rancho", com a desinência portuguesa, do aumentativo Ão, formando Cubatão ou "rancho grande".
A outra do hebraico-africana, é a do hebraico Cuba, "fortificação, distrito fortificado, torre", e Taon, "duplicidade, dualidade, duplo", formando o vocábulo Cubataon, como aparece em velhos documentos, com o significado de "torre ou fortificação dupla" ou "distrito fortificado duas vezes ou duplo".

## História
É ponto pacífico entre os estudiosos que a região do atual município de Cubatão foi ocupada, há pelo menos 7 000 anos, pelo chamado Homem do Sambaqui: eram grupos seminômades, que tinham sua vida cotidiana ligada ao mangue, onde tiravam sua subsistência, marcada por siris, conchas bivalves, berbigões e peixes, os quais aproveitavam para desenvolver sua manufatura de peças mistas – líticas e orgânicas – caracterizadas por ferramentas de pedra polida do Mesolítico, adornos e outros equipamentos (DUARTE,1968).
No século XIX, esses monumentos pré-históricos foram visitados pelo imperador dom Pedro II, exímio naturalista, que deles se encantou; no século XX, foram alvos de estudos por parte da Universidade de São Paulo e atraíram inclusive a atenção de Paul Rivet, o lendário diretor do Museu do Homem de Paris e "pai" da moderna Antropologia americana (RIVET, s/d).
Na disputa pela ocupação do espaço do litoral, há aproximadamente mil anos, os índios, oriundos do Planalto Brasileiro, desceram a Serra do Mar e se estabeleceram temporariamente na Baixada, donde retiravam peixe e sal; neste estabelecimento, faziam diversas viagens entre o planalto e o litoral e abriram diversos caminhos na Muralha do Atlântico que, segundo se fala, iam do litoral até a Cordilheira dos Andes. O mais conhecido desses caminhos era o Caminho do Piaçaguera de Cima, que, desse lugar, subia a serra pela secular Trilha dos Goianases, no Vale do Ururaí (atual Mogi) e COSTA E SILVA SOBRINHO. Descendo a Serra do Mar, os índios ocuparam a região e exterminaram (ou absorveram) o grupo do Homem do Sambaqui.
Embora haja provas abundantes da ocupação indígena, deles temos poucas informações, exceto aquelas que nos são outorgadas pelos invasores portugueses; sabemos, grosso modo, que foram testemunhas das expedições pré-coloniais e da chegada da expedição colonizadora de Martim Afonso de Sousa.
O primeiro documento oficial que cita Cubatão é a Carta de Doação de Sesmaria, passada por Martim Afonso em 10 de fevereiro de 1533, onde ele concede, a Rui Pinto, as terras do Porto de "Apiaçaba" e as terras situadas "na Barra do Cubatão", entre os rios Ururaí e Perequê (BORGES, 2002). Em 4 de março, Martim Afonso doa outra sesmaria a Francisco Pinto (irmão de Rui Pinto), sesmaria que ia do Rio Perequê ao Rio das Pedras.
Em 1556, durante o Governo Geral, foi doada a Antonio Rodrigues de Almeida uma sesmaria cujas terras partem do Rio das Pedras, até o Rio Pilões; essa sesmaria foi adquirida em 1643 pelos padres da Companhia de Jesus, sendo o embrião da Fazenda Geral dos Jesuítas, também chamada de Fazenda Geral do Cubatão. As terras jesuíticas margeavam o Rio Cubatão, o que lhes dava controle sobre a navegação fluvial que ligava a escarpa da Serra do Mar e o Porto de Santos: em realidade, com o tempo, os jesuítas passaram a controlar o comércio (essencial) entre o Planalto e os corredores de exportação e importação – os jesuítas tiveram a brilhante ideia de cobrar pela passagem fluvial, além de alugar botes e canoas que faziam a passagem entre a Ilha de Goiaó e o Cubatão.
Em 1803, em decreto de 19 de janeiro, o Governador da Capitania, Antonio José de Franca e Horta, numa política de povoamento e desenvolvimento da Capitania, ordena a edificação do Povoado de Cubatão, na extinta Fazenda dos Jesuítas, entre os rios Rio Capivari e Rio Santana, na margem direita do Rio Cubatão; se alguém mereceria o epíteto de fundador seria Franca e Horta: é dele a iniciativa de formar o povoado. Em edital de 22 de agosto, ele convidou famílias de Iguape para povoarem Cubatão.
Mas somente em 17 de janeiro de 1819, em pleno Período Joanino, cinco famílias da Ilha dos Açores vieram para Cubatão: eram os famosos "cinco Manuéis" – Manuel Espíndola Bittencourt, Manuel do Conde, Manuel Correia, Manuel Gomes e Manuel Antônio Machado que, segundo consta, não seria Manuel, mas simplesmente Antônio Machado – o erro seria de transcrição do nome e teria permanecido na História de Cubatão. A riqueza de Cubatão, seu solo, foi explorada pelos portugueses na forma de seu produto mais tradicional: a banana.

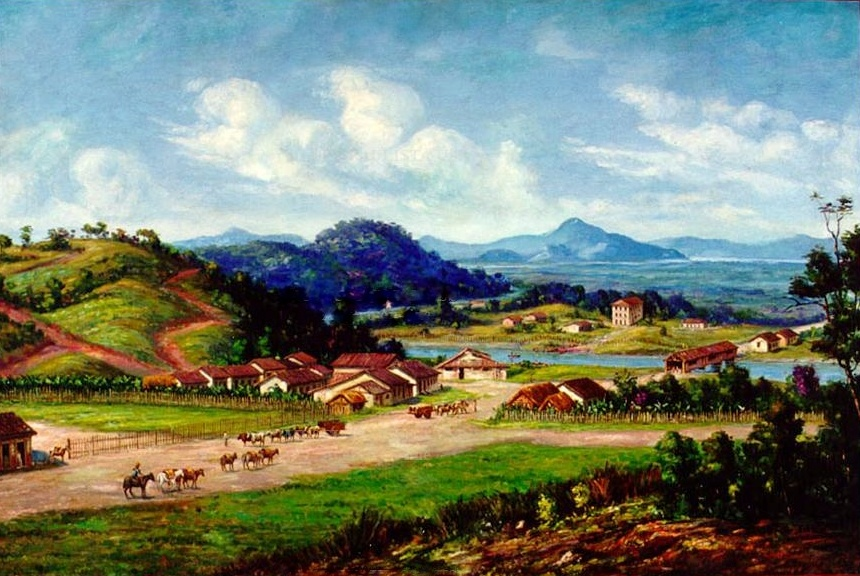
Cubatão em 1826, obra de Benedito Calixto.

Em 12 de agosto de 1833, a Regência Trina Permanente, instituída após a abdicação de dom Pedro I, sancionou a Lei 24, que separou um terreno da Fazenda de Cubatão para ali fundar uma povoação. Contudo, o povoado não se desenvolveu e o município não chegou a ser constituído. Pela Lei Regencial 167 de 1 de março de 1841, o Povoado de Cubatão é incorporado à cidade de Santos (BORGES, 2002). A emancipação de Cubatão ocorreria 108 anos depois, em 1949, e é este o motivo de estarem inscritas as duas datas no Brasão da cidade (1833 e 1949). A Lei 1 871, de 26 de setembro de 1922, criou o Distrito de Paz de Cubatão, que permaneceu como um bairro de Santos. Com o desenvolvimento da região, foi construída, em 1947, a Via Anchieta, chamada de "orgulho da engenharia rodoviária nacional", a mais moderna das rodovias brasileiras na época; com o crescimento, o fortalecimento comercial e industrial, o bairro começou a perder suas características agrícolas e começou a sonhar com o futuro. Organizou-se, em 1948, um grupo de trabalho para lutar pela elevação de Cubatão à categoria de município. O grupo passou à história da cidade como "Os Emancipadores", realizando, em 17 de outubro, um plebiscito, que culminou com a vitória pró-desmembramento. A emancipação política e autonomia de Cubatão aconteceria em 9 de abril de 1949.
A partir da emancipação, a política da cidade se complicou. Diversas correntes, muitas delas de segregação dos migrantes nordestinos que vêm para Cubatão, se encontram no seio da política municipal. Não raro, há embates físicos entre políticos e correligionários. Armando Cunha foi sucedido pelo médico Luiz de Camargo da Fonseca e Silva em 1953, mas, em 1957, voltou à prefeitura. Diversos grupos políticos se formaram na cidade e as opiniões começam a se tornar motivos de discórdias e rixas. Em 1961, em meio a uma disputa recheada de intrigas, Abel Tenório de Oliveira, de origem nordestina, foi eleito prefeito. Foi uma fase de conflitos, que culminou com a morte do vereador Aristides Lopes dos Santos, o Dinho, e a morte do próprio prefeito Abel Tenório; ambos foram crimes políticos, encobertos pelo advento do Golpe de Estado no Brasil em 1964.
Com a morte do prefeito, assumiu seu vice, José Rodrigues Lopes, que terminou seu mandato em 1965, sendo sucedido pelo médico Luís Camargo. Nesta fase, a do endurecimento do Regime Militar iniciado em 1964, o Governo Federal tornou Cubatão Área de Segurança Nacional com a Lei 5 449, em vista de seu interesses estratégicos industrial, elétrico e de fornecimento hídrico. Começou a fase dos interventores.
Em 2000, foi eleito o médico mineiro Clermont Silveira Castor, pelo Partido Liberal, hoje Partido da República. Popular na cidade, Castor derrotou o então prefeito Nei Serra, candidato à reeleição, mas recebeu uma prefeitura imersa em dívidas e com graves problemas administrativos, como licenças de funcionários não pagas, um hospital deficitário e um sistema de previdência com sérios problemas de caixa. Num crime político ainda não esclarecido, foi alvejado no início da noite de 1 de julho de 2001, quando voltava do velório de um secretário municipal. Ocorreu um ruidoso rompimento entre o prefeito e seu vice, Alberto de Souza. Em 2004, Clermont foi reeleito, tendo, como vice, o ex-vereador Raimundo Valter Pinheiro.
Em 2008, foi eleita a professora Marcia Rosa (PT), tendo, como vice, o ex-vereador Arlindo Fagundes Filho (PSB). Vereadora nas duas últimas legislaturas, Marcia Rosa foi eleita com mais de 40 mil votos, a melhor votação da história de Cubatão, e assumiu a prefeitura em 2009. Marcia foi reeleita na eleição de 2012 tendo como vice, o atual vereador Donizete com mais de 39 mil votos e cumpriria o segundo mandato até 2016. Porém, O TRE-SP (Tribunal Regional Eleitoral) cassou o mandato da então Prefeita Marcia Rosa (PT-SP) e de seu vice Donizete Tavares (PSC) no dia 26 de maio de 2014 por 6 votos a 0, por fazerem propaganda eleitoral antecipada em um Jornal Periódico "Reação Popular". O então presidente da câmara de vereadores, Wagner Moura (PT-SP) assumiu a prefeitura tornando-se o novo prefeito da cidade.

### Tragédias
Em 1982, foi nomeado o advogado José Osvaldo Passarelli como Interventor. Nesta fase, a industrialização começa a cobrar seu alto preço ambiental: Cubatão tem uma degeneração violenta e começa o mito do "Vale da Morte"; com o incêndio da Vila Socó, em 25 de fevereiro de 1984, a tragédia ganha contornos nacionais e mundiais, pois a explosão dos dutos da Petrobrás, sobre os quais se erguia uma favela que foi pulverizada, pôs a nu os problemas advindos de políticas energéticas não planejadas e de erros.
Uma tragédia incontável, pois nem a Prefeitura, nem o Governo Estadual nem a Petrobrás conseguiram precisar o número de mortos; num dado momento, ocorrem situações anacrônicas: a Escola João Ramalho é usada como necrotério; o estado doa trezentos caixões; a Prefeitura usa as listas de alunos da Escola de Educação Infantil para verificar quem volta às aulas.
Na sequência, vem o desastre da Vila Parisi: encravada num polígono entre várias indústrias, nos fundos da Aciaria da Companhia Siderúrgica Paulista, a favela da Vila Parisi é um exemplo mundial de descaso e humilhação com o ser humano. O clamor mundial começa com as doenças intimamente ligadas à miséria, a pobreza, a falta de saneamento básico, a poluição. Ocorrem as primeiras mortes neonatais por anencefalia, casos até hoje mal explicados. A tragédia da Vila Parisi força a Prefeitura a tomar uma atitude, e Passarelli transfere a população para um bairro planejado e construído às margens da interligação Anchieta-Imigrantes, o Bolsão 8 que, em sintonia com a eleição de Tancredo Neves, é batizado Jardim Nova República.
Mas as ações de Passarelli acabam desagradando o Governador Franco Montoro (Passarelli fora nomeado por Paulo Maluf), que o exonera e nomeia, em 6 de fevereiro de 1985, outro interventor: Nei Eduardo Serra, advogado ligado à administração da Companhia Siderúrgica Paulista, que assume o governo em meio ao retorno à autonomia municipal, que ocorre através da Emenda Constitucional n. 25, de autoria do Deputado Gastone Righi. Em 15 de novembro, na primeira eleição para Prefeito desde 1964, é eleito o antigo Interventor José Osvaldo Passarelli. Em 1990, na corrente da nova Constituição de 1988, é aprovada a Lei Orgânica do Município, elaborada pela Câmara Municipal, em vista das particularidades da cidade.
Desde 1985, a Prefeitura e o Governo do Estado de São Paulo vêm trabalhando num projeto de preservação ambiental, juntamente com a Organização das Nações Unidas. Cubatão se torna, na década de 1990, "exemplo mundial de recuperação ambiental", com a volta de um símbolo de sua fauna, o guará-vermelho. Em 1993, o Ministério Público ordena o fechamento da fábrica da Rhodia (do grupo francês Rhone-Poulenc), em vista dos "lixões" tóxicos escavados em Cubatão, São Vicente e Itanhaém.

## Demografia

### Dados demográficos
Dados do Censo - 2010
População total: 109.048
- Urbana: 107.661
- Rural: 648
- Homens: 54.524
- Mulheres: 53.785

Densidade demográfica (hab./km²): 761,13
Mortalidade infantil até 1 ano (por mil): 21,82
Expectativa de vida (anos): 68,32
Taxa de fecundidade (filhos por mulher): 2,30
Taxa de alfabetização: 90,94%
Índice de Desenvolvimento Humano (IDH-M): 0,772
- IDH-M Renda: 0,706
- IDH-M Longevidade: 0,722
- IDH-M Educação: 0,888

(Fonte: IPEADATA)

### Tipo físico da população
| Cor       | Percentagem |
| --------- | ----------- |
| Brancos   | 47,5%       |
| Negros    | 4,7%        |
| Pardos    | 46,8%       |
| Amarelos  | 0,2%        |
| Indígenas | 0,2%        |

Fonte: Censo 2000

## Infraestrutura

### Comunicações
O sistema de telefones automáticos foi inaugurado na cidade em 1962 pela Companhia Telefônica da Borda do Campo (CTBC). Já o sistema de discagem direta à distância (DDD) foi implantado em 1974 pela Telecomunicações de São Paulo (TELESP) com o código de área (0132).
Na década de 90 o código DDD da cidade foi alterado para (013), para padronização do sistema telefônico com a telefonia celular que estava sendo implantada em todo o estado.

## Pontos turísticos
Para festejar o "Centenário de Independência do Brasil", o Presidente do estado Washington Luís entregava ao povo a jornada do "Caminho do mar". Tais monumentos revelam parte significativa da formação paulista. Desde a velha Calçada do Lorena, até a evocação dos fundadores de São Paulo inscrita no Cruzeiro Quinhentista, vê-se a marca da recuperação da história bandeirante nas escarpas da Serra. O desenvolvimento de Cubatão sempre esteve estreitamente ligado aos caminhos de acesso ao Planalto, já que era elo de ligação entre este e o Porto. Os monumentos que estão aos arredores de Cubatão são:
- Cruzeiro Quinhentista: Cruzeiro Quinhentista que foi construído na ligação entre o Caminho do mar com o Caminho do “Padre José” (caminho inexistente hoje), o Cruzeiro apresenta no seu centro as datas de 1500 e 1922 e os nome de seus colonizadores jesuítas, sendo eles: Tibiriçá, Padre José de Anchieta, Mem de Sá, Nóbrega, Leonardo Nunes, Martim Afonso de Sousa e João Ramalho.
- Rancho da Maioridade: Relembra a construção da Estrada da Maioridade e a visita da família real à São Paulo em 1846.Está situado em uma acentuada curva do Caminho do Mar, donde se avista toda a área do Cubatão.
- Calçada do Lorena: Estrada de ligação mais importante entre o Planalto de Piratininga e o porto de Santos no final do século XVIII(18). Construída em 1792, período em que Bernardo José Maria de Lorena governava o estado de São Paulo.O material empregado no calçamento foi a pedra.
- A escola Ary de Oliveira Garcia: Situada no bairro Vila Nova, possui uma história muito interessante, pois em seu passado já foi um conservatório de música e dança e até mesmo um fórum. O fórum foi utilizado até o ano de 1963, porém até hoje, faz parte da arquitetura foi preservada. Na atual sala número 10, estava localizada a sala dos investigadores que também era utilizada como sala de tortura, ela possui dois pequenos corredores e duas portas, e a sala 13 que é a sala mais ampla da escola era a sala do juiz. No ano de 1964 neste mesmo local foi inaugurado um conservatório de música e dança, porém no ano de 1981 mudou sua sede para outra rua no mesmo bairro. Enfim no dia 11 de março de 1982 foi inaugurada a Escola Vila Nova, que quatro anos depois mudou o nome para Ary de Oliveira Garcia em homenagem a um antigo professor que após ter um infarto em uma das salas de aula faleceu, porém muitos funcionários da escola afirmam ver até hoje o professor caminhando pelos corredores.